# Galerie Espace
Galerie Espace was een Nederlandse kunstgalerie voor hedendaagse kunst die bestond van 1956 tot 2011. De galerie werd opgericht in Haarlem en in 1960 verplaatst naar Amsterdam.

## Historie

### Klein Heiligland, Haarlem
De galerie was in november 1956 in Haarlem opgericht door Eva Bendien (1921-2000) en Polly Chapon-Meure, echtgenote van de  beeldhouwer en glazenier  Jules Chapon (1914-2007). De galerie, die werd begonnen in het atelier van Chapon aan het Klein Heiligland 36, werd al spoedig als baanbrekend gezien. Het was de eerste galerie in Nederland die eigentijdse kunst toonde.
Bij de openingsexpositie in november 1956 was werk te zien van Karel Appel, Corneille, Wessel Couzijn, Emilio Scanvio, Serge Vandercam en Theo Wolvecamp. In het jaar erop in april 1957 had Karel Appel een solo-expositie, die werd geopend door Harry Mullisch.

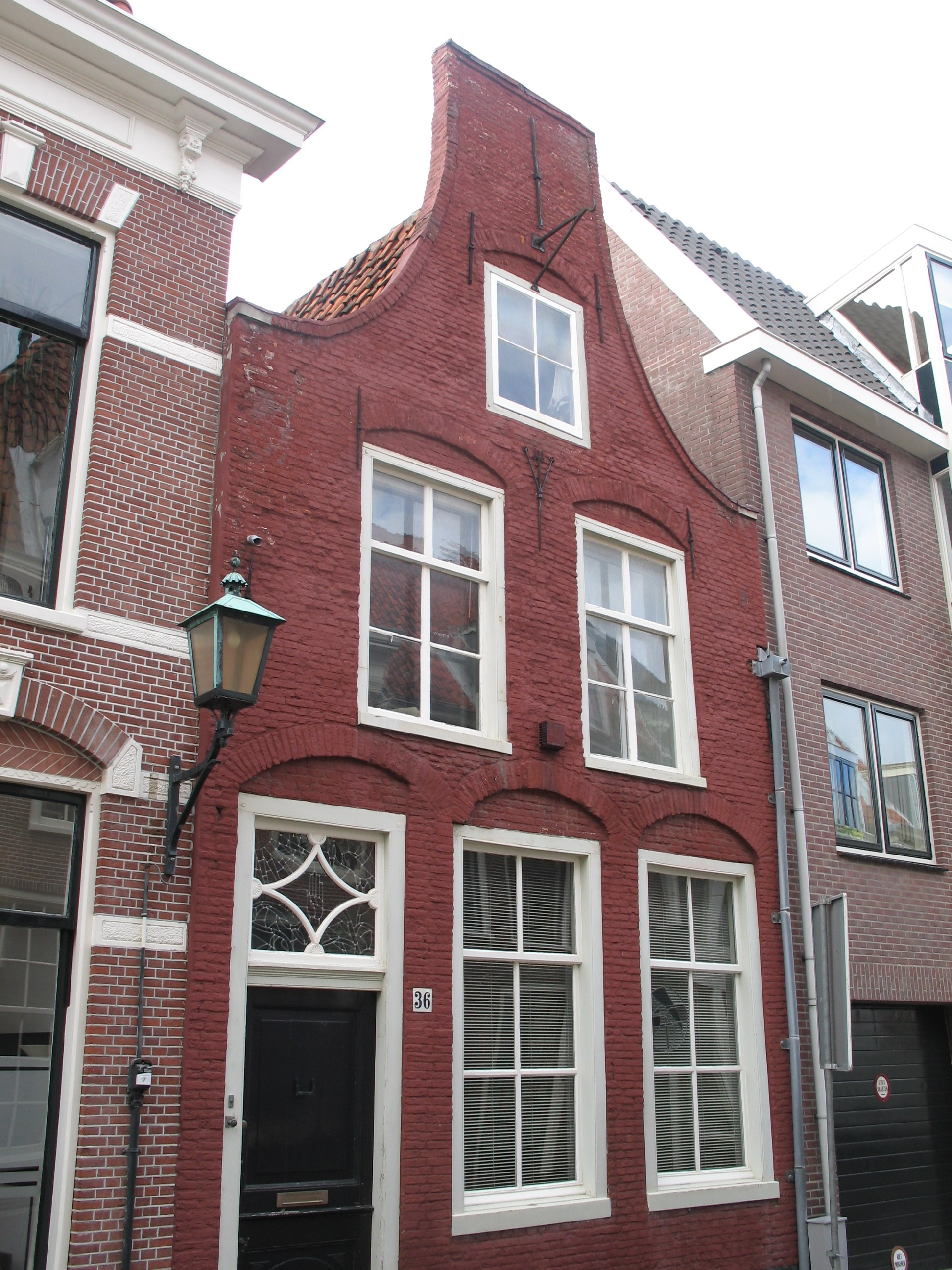
Pand in Haarlem aan het Klein Heiligland
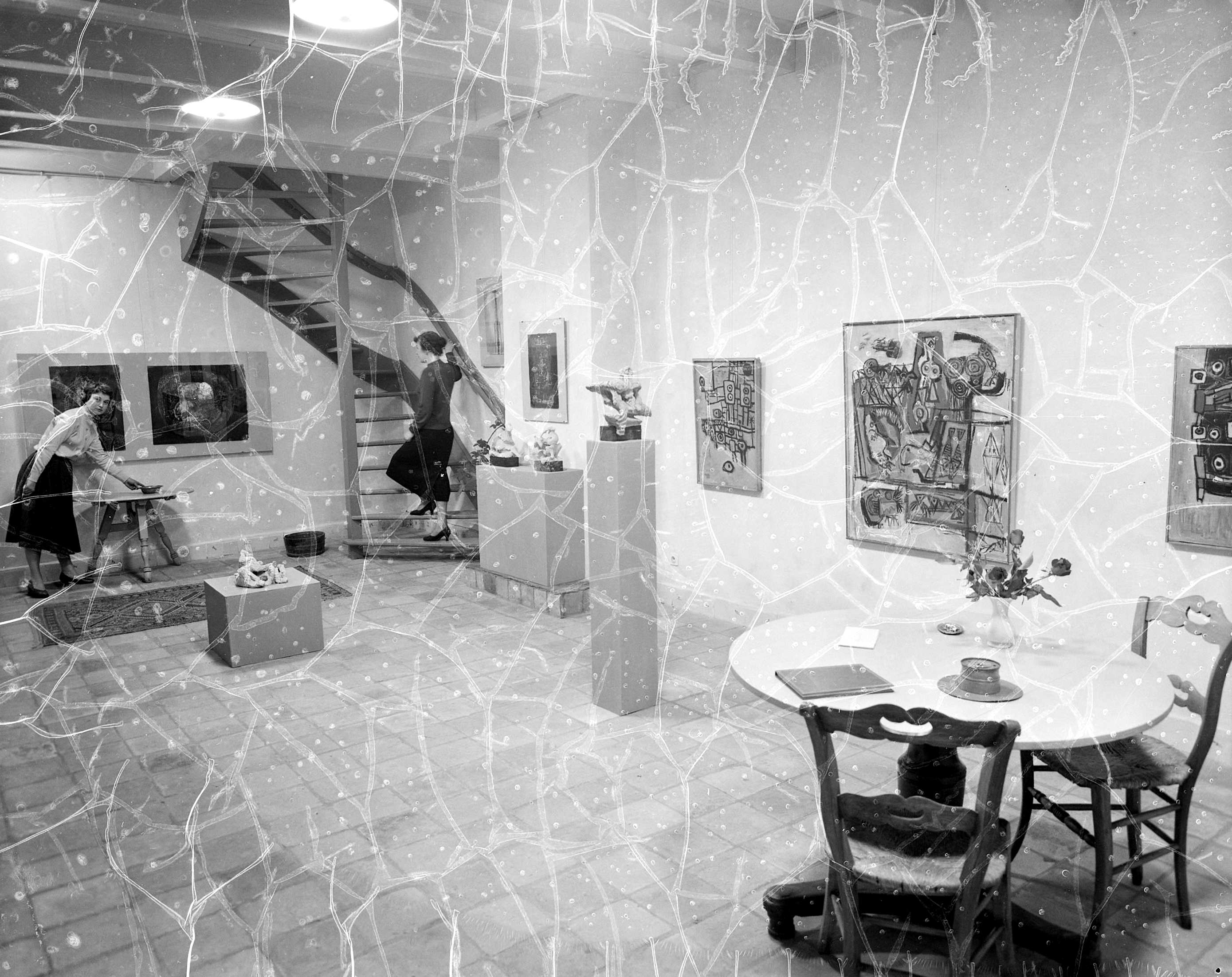
Interieur Galerie Espace, 1956
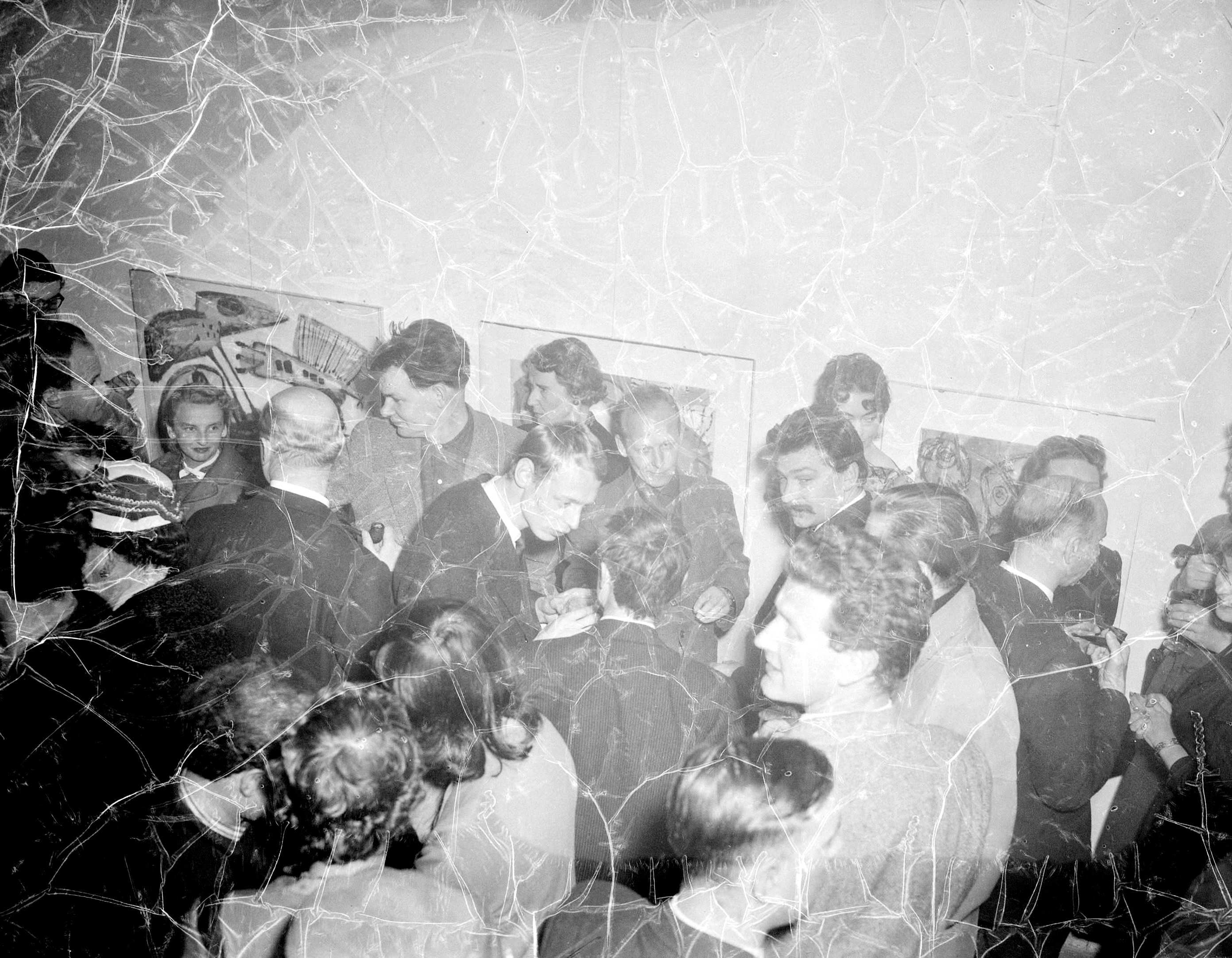
Opening expo Karel Appel, 1957
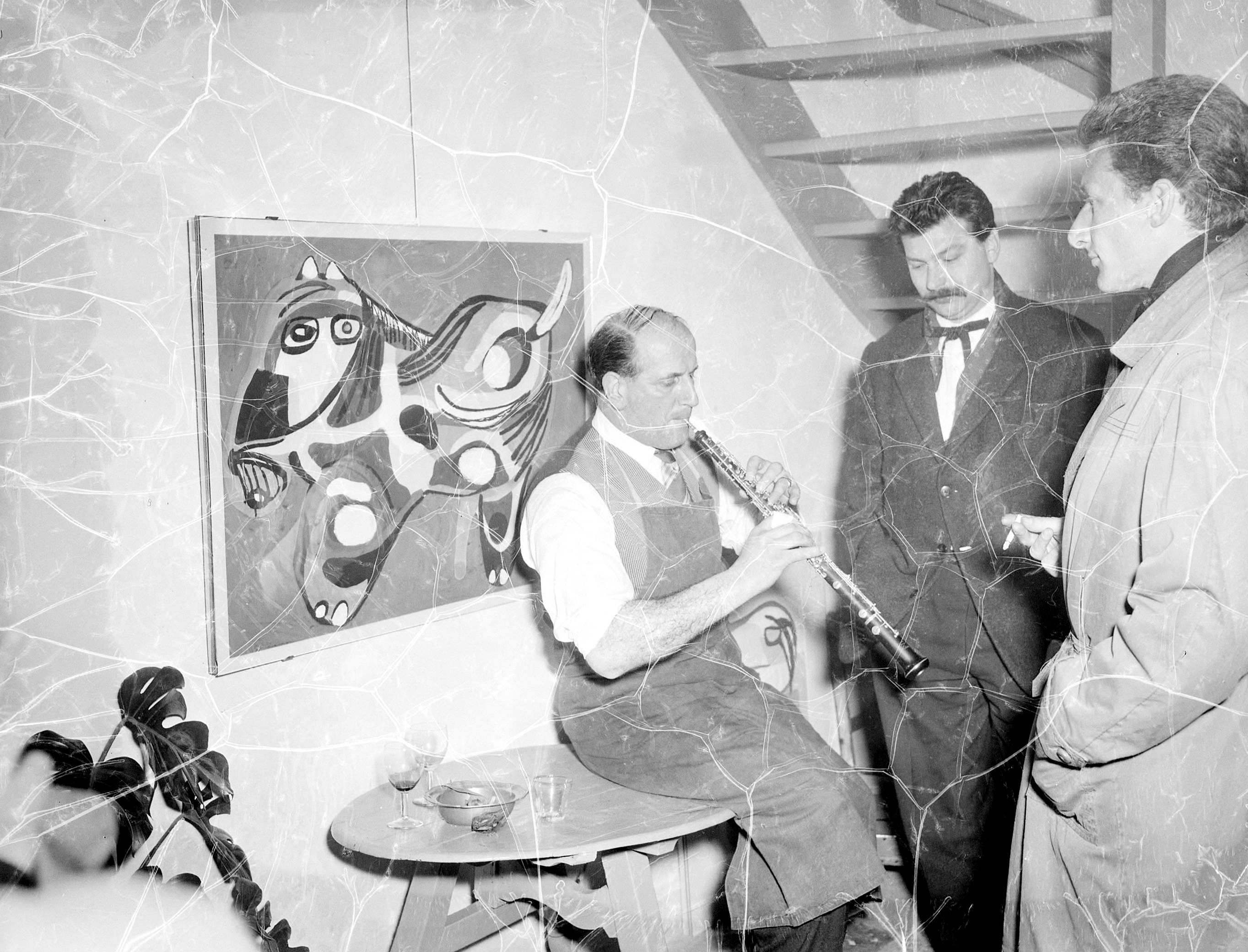
Karel Appel met Harry Mullisch, 1957
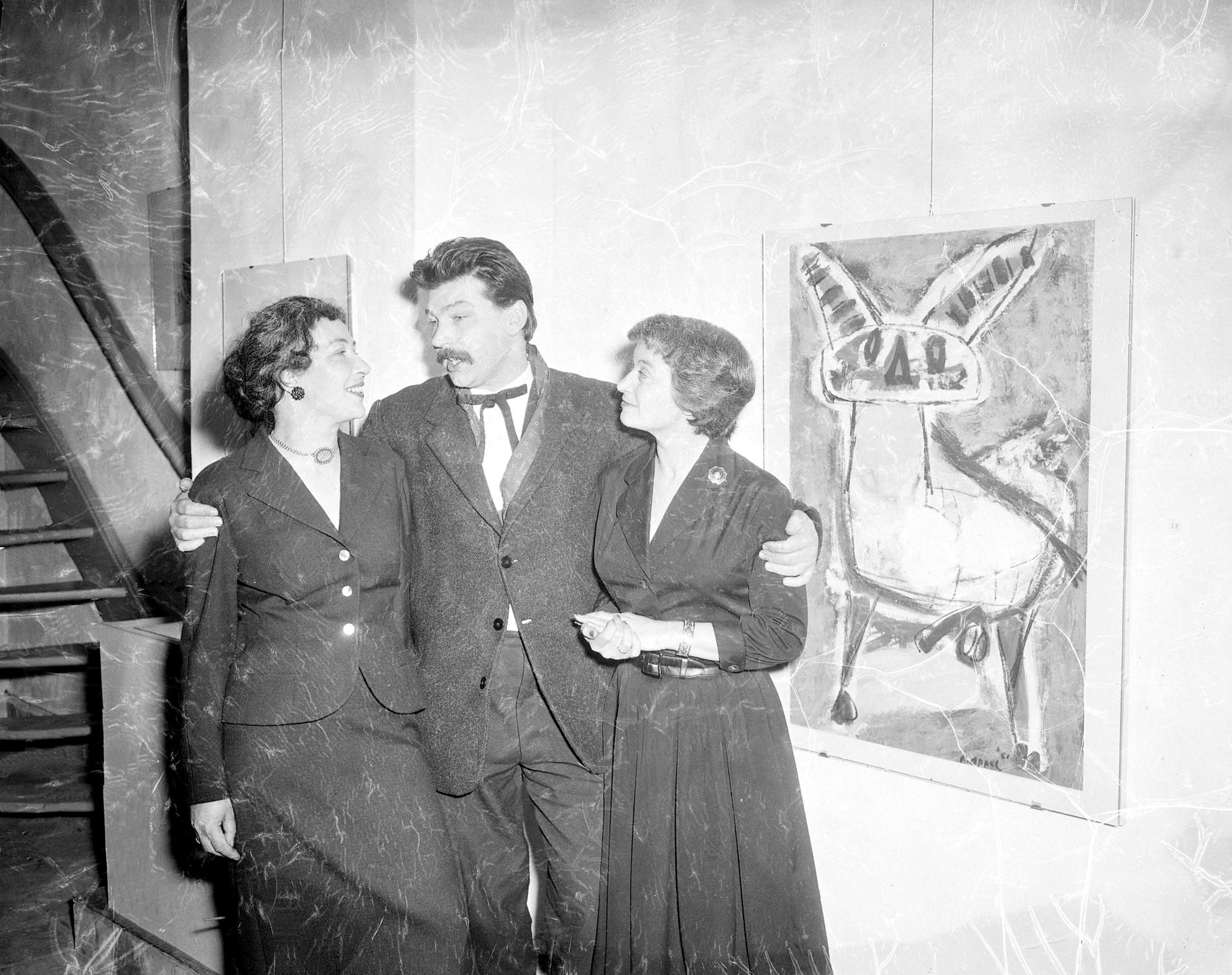
Karel Appel met Eva Bendien en Polly Meure, 1957

In de eerste vier jaar in Haarlem werd ook werk getoond van de Nederlandese kunstenaars Lataster, Ten Holt, Cornellle, Sanders, Lucebert, Kneulman, en Wiesman. Van de internationale kunstenaars werd werk getoond van onder anderen Imre Nagy, Alechinsky, Haber, Dubuffet, Hartung, Miró, Bazaine, Bissitre en Nlkel.

### Keizersgracht 548, Amsterdam
In 1960 werd de galerie verplaatst naar de Keizersgracht 548 in Amsterdam. Tijdens de opening in november 1960 was werk te zien van Walasse Ting. Later in de jaren 1960 was er onder meer werk te zien van de schilders van de Nieuwe figuratie en kunstenaars als Hugo Claus, Anton Heyboer en Lucebert. 
Polly Meure startte in 1964 een eigen galerie in Brussel. Bendien zette Espace alleen voort tot ze in Rutger Noordhoek Hegt (1933-2007) een nieuwe compagnon vond. Hij werd ook haar levenspartner. 

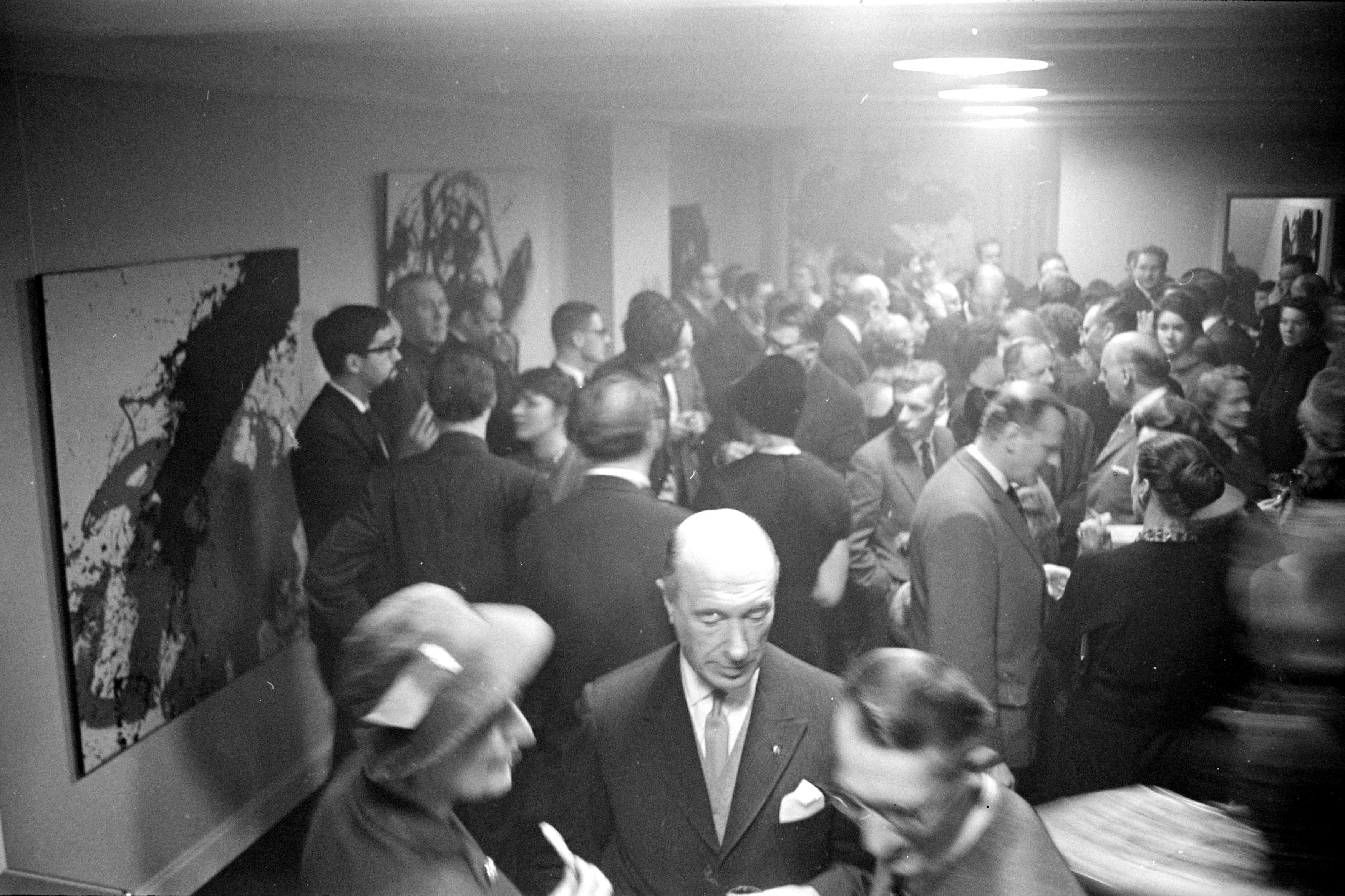
Opening aan Keizersgracht in 1960
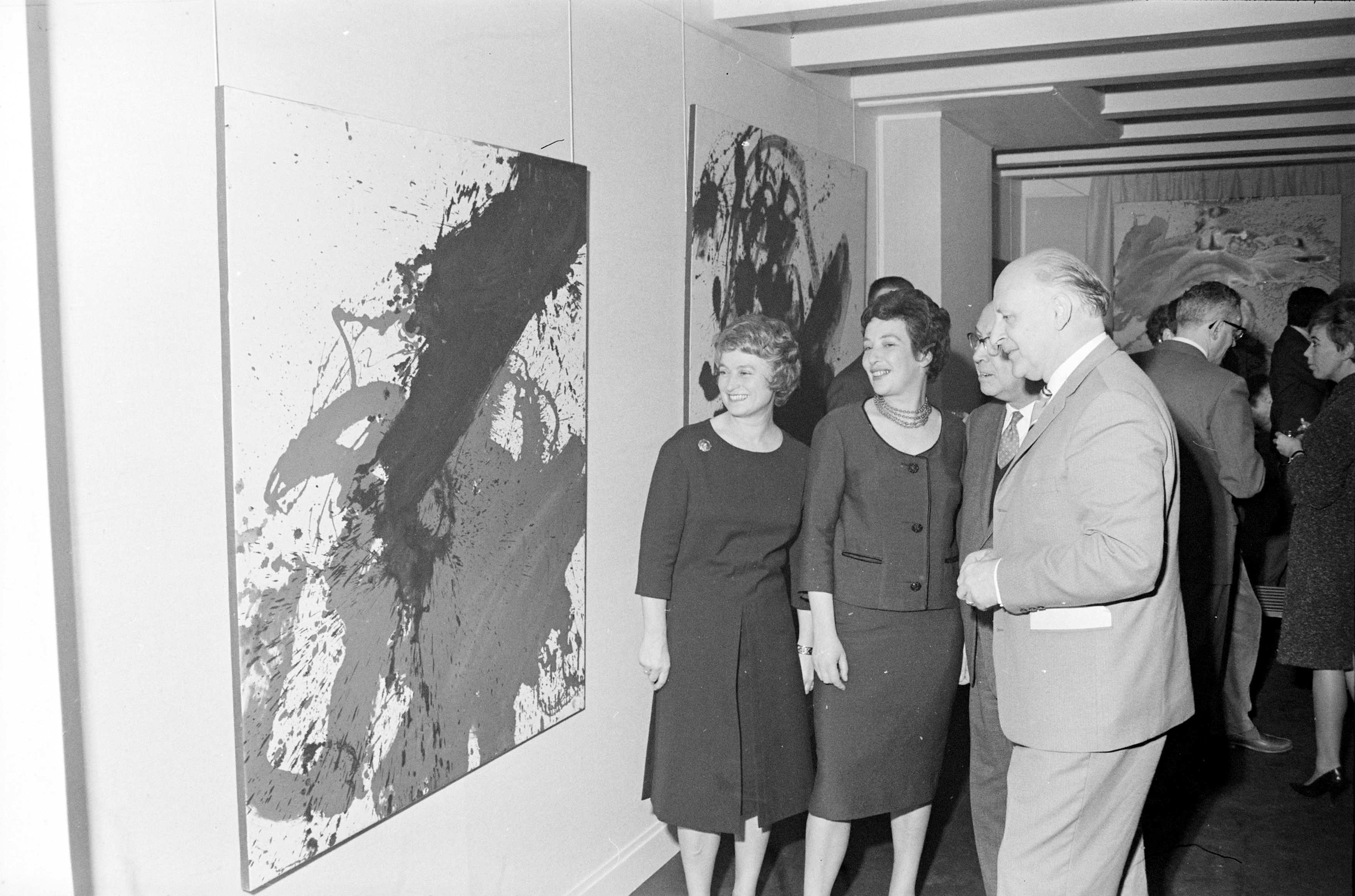
Eva Bendien en Polly Meure op opening, 1960
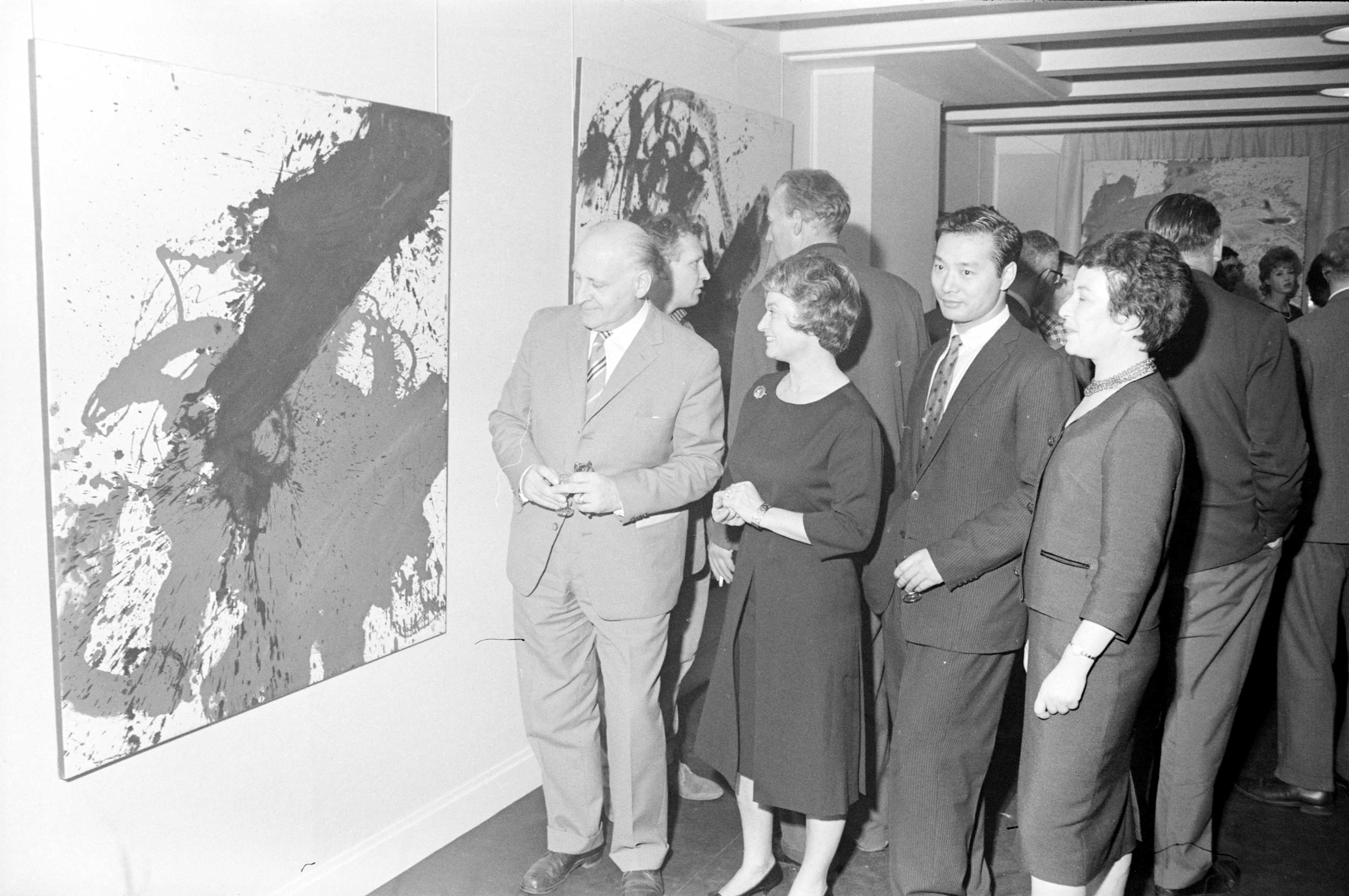
Bendien en Meure met Walasse Ting op opening, 1960
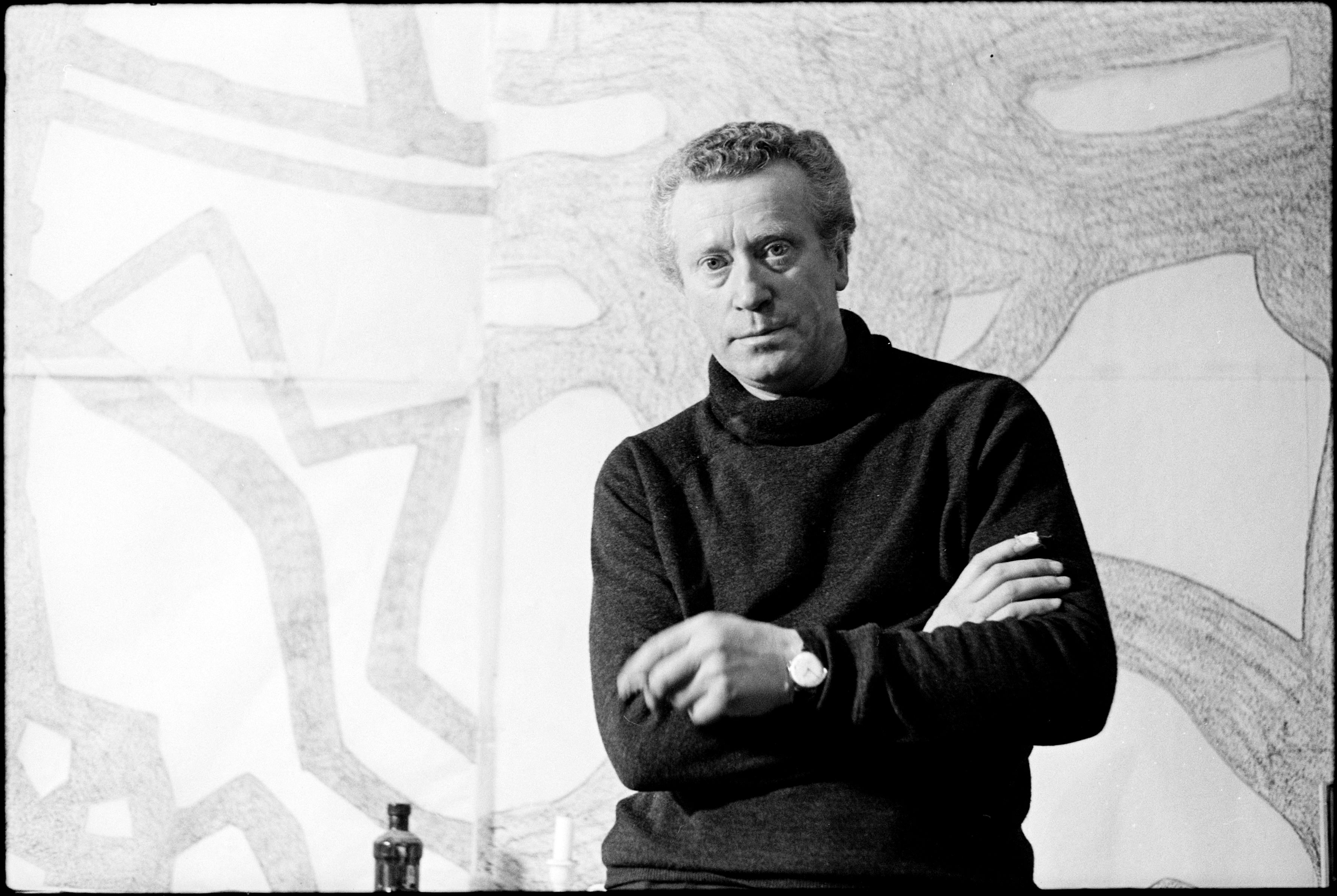
Jules Chapon, april 1964
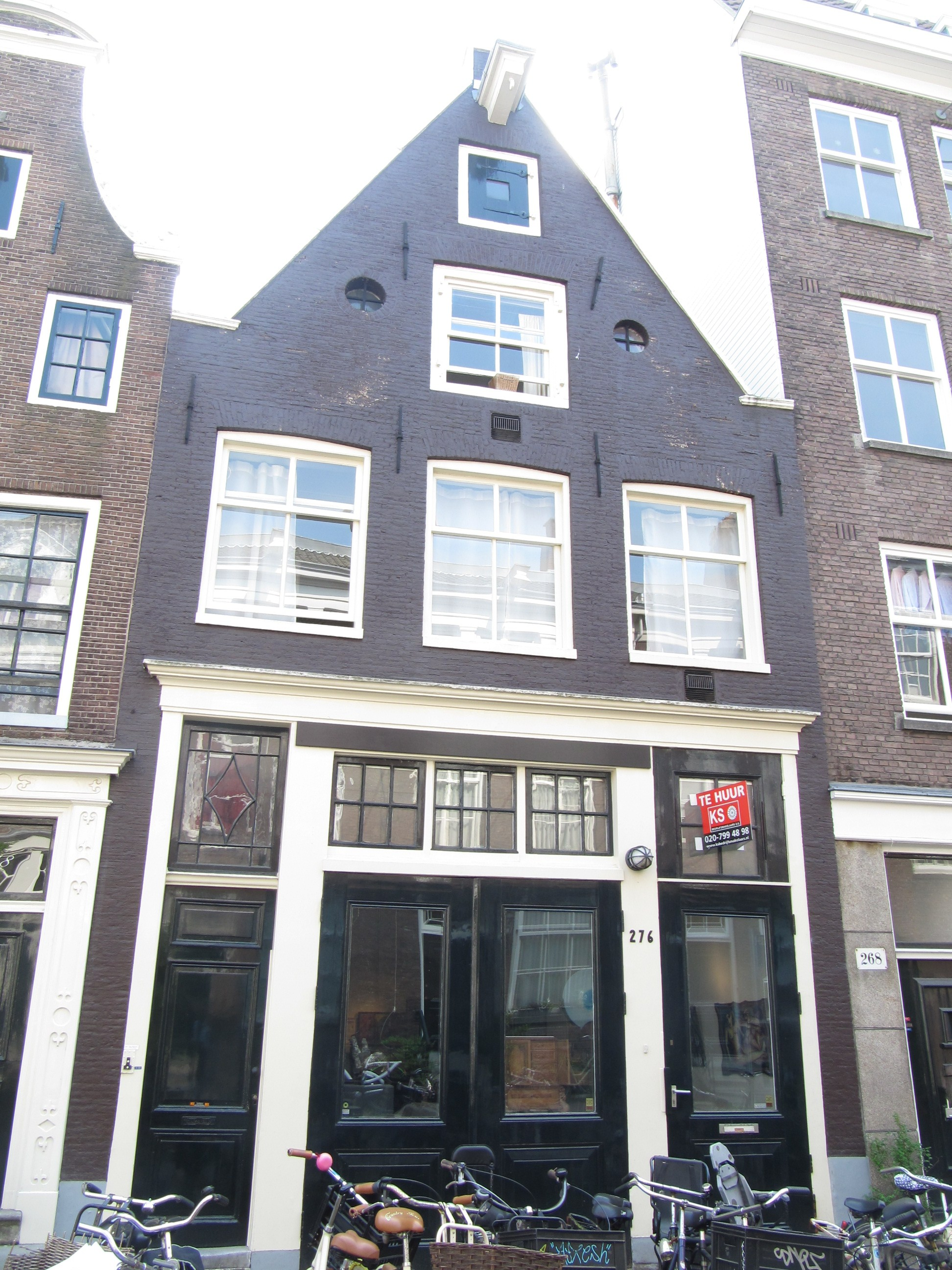
Tweede vestiging aan Kerkstraat 276

Van 1990 tot 1993 had de galerie een filiaal aan de Kerkstraat 276 te Amsterdam, met Anneke Oele als bedrijfsleider. Nadat Bendien in 2000 op 79-jarige leeftijd overleed, zette haar man de galerie voort. Na zijn overlijden is het galerie-archief overgedragen aan het Rijksbureau voor Kunsthistorische Documentatie. De galerie heeft tot 2011 doorgedraaid onder leiding van Janny de Jong, die zelf eind jaren 1980 bij de galerie was begonnen.

## Exposities (selectie)
- 1957, april. Karel Appel, solo.
- 1959, maart. Corneille, solo.[12]
- 1960, oktober. Walasse Ting, solo.[8]
- 1977, oktober. Reinier Lucassen.[13]
- 1986, april. Tentoonstelling Lucassen, recente schilderijen.[14]

## Publicaties (selectie)
- Hannie Koomen & Mabel Hoogendonk (red.). Galerie espace 40 jaar kunstzaal progressieve richtingen: ruimte voor eigentijdse kunst. Abcoude : Uniepers, 1997.
- Irene Meyjes & Lidy Visser. Inventaris van het archief van GALERIE ESPACE 1956-2007. Den Haag: RKD, 2011.